# Mim violaci
El mim violaci (Melanoptila glabrirostris), conegut també pels seus noms vulgars d'ocell gat negre i sinsont negre, és una espècie d'au de la família Mimidae, únic representant del gènere Melanoptila P.L. Sclater, 1858.

## Hàbitat
És natural de la península del Yucatán, trobant-se en Belize, Guatemala i Mèxic. Des que l'espècimen tipus (el primer que va ser descrit) va ser atrapat suposadament en Omoa, Hondures, al voltant de 1855, no hi ha hagut reports de la seva presència a la zona, per la qual cosa es creu que tal vegada va ser mal etiquetat. El seu hàbitat són els boscos secs subtropicals, les terres baixes tropicals i subtropicals, i els boscos altament degradats.

## Conservació
L'espècie es troba gairebé amenaçada, sent el seu major amenaça la pèrdua d'hàbitat, hagut de sobretot al clareu per a plantacions de cocos i la construcció de centres turístics. No obstant això, el seu hàbitat no està fragmentat a Belize viu sota protecció en la reserva Siwa Ban.